# Lee megye (Virginia)
Lee megye az Amerikai Egyesült Államokban, azon belül Virginia államban található. Megyeszékhelye Jonesville, legnagyobb városa Pennington Gap. Lakosainak száma 22 173 fő (2020. április 1.). Lee megye Harlan, Hancock, Claiborne, Bell, Wise és Scott megyékkel határos.

## Népesség
A megye népességének változása:
| Lakosok száma | 25 541 | 25 640 | 25 542 | 25 185 | 24 742 | 22 173 |
|               | 2010   | 2011   | 2012   | 2013   | 2015   | 2020   |